# (553898) 2012 BZ159
(553898) 2012 BZ159 est un objet transneptunien de type cubewano, de magnitude absolue 6,6 son diamètre est estimé à 220 km.